# Goichi Ishitani
Goichi Ishitani (石谷 吾一 Ishitani Goichi?, nacido el 6 de julio de 1979 en la Kagoshima) es un exfutbolista japonés. Jugaba de delantero y su último club fue el Alouette Kumamoto de Japón.

## Trayectoria

### Clubes
| Club              | País  | Año         |
| ----------------- | ----- | ----------- |
| Sagan Tosu        | Japón | 2000 - 2001 |
| Alouette Kumamoto | Japón | 2002        |